# Poophilus montium
Poophilus montium är en insektsart som beskrevs av Jacobi 1910. Poophilus montium ingår i släktet Poophilus och familjen spottstritar. Inga underarter finns listade i Catalogue of Life.